# Uniwersytet Pardubicki
Uniwersytet Pardubicki, Uniwersytet w Pardubicach (cz. Univerzita Pardubice) – czeska uczelnia publiczna założona w 1994 roku w Pardubicach.

## Historia
Początki szkolnictwa wyższego w Pardubicach przypadają na pierwsze lata po drugiej wojnie światowej, kiedy zaproponowano utworzenie w mieście zawodowej szkoły wyższej kształcącej studentów na potrzeby lokalnych zakładów chemicznych. Zostały one ukoronowane w 1950 założeniem Wydziału Chemiczno-Technologicznego. W 1953 stał się on samodzielną placówką naukowo-dydaktyczną, na czele której stał rektor. Powiększająca się liczba studentów spowodowała, że w latach 60. w północnej części miasta zbudowany nowy kompleks budynków, w którym ulokowano nowe laboratoria i sale wykładowe. Przełomowy okazał się rok 1991, kiedy dokonano reorganizacji Wydziału Chemiczno-Technologicznego, dzieląc go na dwie jednostki: Wydział Technologii Chemicznej oraz Wydział Ekonomiczno-Administracyjny. W 1992 powstał Wydział Komunikacji im. Jana Pernera. 31 marca 1994 uczelnia została przekształcona w uniwersytet. Rozpoczęło to nowy etap w jej historii. Utworzono nowe jednostki naukowo-dydaktyczne: Wydział Humanistyczny (2001), Wydział Sztuki i Filozofii (2004), Wydział Zdrowia (2007) i Wydział Inżynierii Elektrycznej i Informatyki (2008). Ponadto w 2005 uruchomiono w Litomyślu zamiejscowy Instytut Renowacji (wchodzi w skład Wydziału Sztuki i Filozofii).

## Struktura organizacyjna
Uniwersytet Pardubicki składa się z 7 wydziałów i 1 instytutu zamiejscowego:
- Wydział Technologii Chemicznej
- Wydział Ekonomiczno-Administracyjny
- Wydział Komunikacji im. Jana Pernera
- Wydział Humanistyczny
- Wydział Sztuki i Filozofii
- Wydział Zdrowia
- Wydział Inżynierii Elektrycznej i Informatyki
- Instytut Renowacji